# Агинская степь
Аги́нская степь (бур. Агын тала) — степная равнина протяжённостью около 100 км в Забайкальском крае. Расположена в междуречье рек Ага и Онон.
Представляет собою типично выраженную ковыльную степь с ковыльно-типчаково-полынной и пижмовой растительностью. В северной части имеет вид плоскогорья, высокого, каменистого, с незначительным наклоном к реке Аге. В южной части тянутся невысокие холмы, составляющие водораздел рек Аги и Онона.
В начале XX века здесь ещё кочевали буряты: «скотоводы-кочевники, частью примитивные земледельцы». В настоящее время значительные площади распаханы. C целью сохранения и восстановления естественных степных и водных экосистем Агинской степи в междуречье рек Онон и Ага, на территории Агинского района, в 2004 году создан государственный комплексный заказник «Агинская степь» площадью 45 762 га.